# Unikat
Unikat (lat. unus einer, ein einziger; adj. unikal = einzigartig, einmalig) bezeichnet im allgemeinen Sprachgebrauch die Einzigartigkeit eines Objektes, nicht jedoch einer Person.

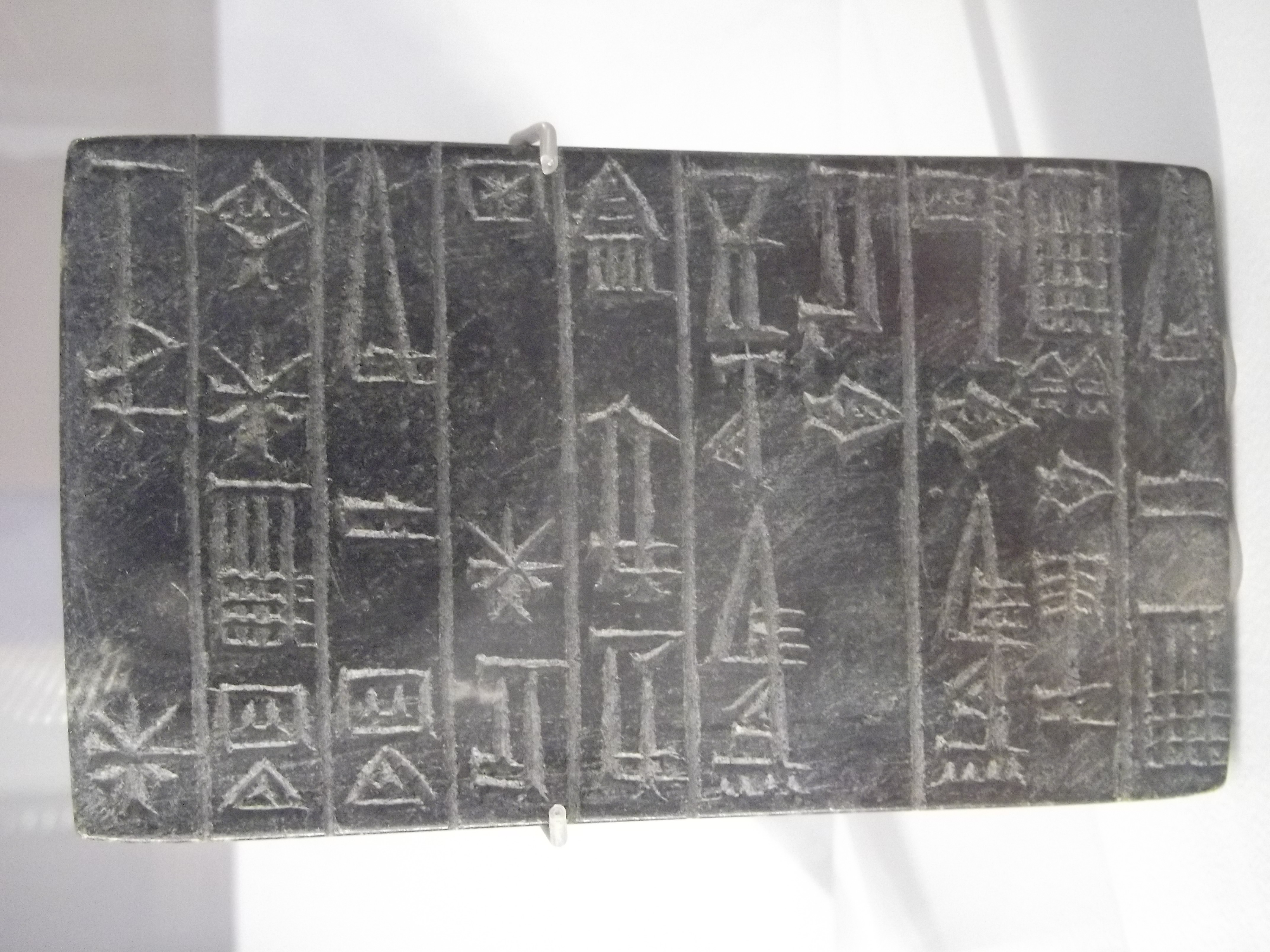
Urkunde als Unikat: Bauurkunde mit Weihinschrift aus der Gründungskapsel Urmammas, 2112–2095 v. Chr., Vorderasiatisches Museum Berlin, VA 10945

## Begriffsabgrenzung und -überschneidungen
Für Personen finden die Begriffe Individualität, Unikum und Individuum Anwendung. Die Abgrenzung zwischen Original und Unikat ist komplex. Ein Original kann ein Unikat sein, muss aber nicht. Beispiel: Eine Radierung ist, neben anderen Kriterien, sofern vom Künstler handsigniert und in der Auflage begrenzt, ein Original, jedoch als Bildmotiv kein Unikat. Erst die Signatur ergibt den unikatären Wert dieses Werks Gesetzlich gelten im Schmuckbereich sogar bis zu 12 Ausführungen des einen Modells noch als Unikate. Eine Produktionsanzahl darüber hinaus wird als Kleinserie bezeichnet. Ein Unikat kann ein Original sein, muss aber nicht, wenn es sich z. B. um eine Kunstfälschung handelt. Dennoch bleibt die Fälschung selbst, sofern nur einmal vollzogen, ein Unikat wie z. B. die Hitler-Tagebücher. Der Begriff Schöpfungshöhe behandelt die Abgrenzung aus urheberrechtlicher und juristischer Sicht. Unikat bezeichnet auch die einzige Ausfertigung eines Schriftstücks. Gegensätze zu Unikat sind Duplikat, Serienproduktion und Massenware.

## Begriffsverwendung

### Kunst
Der Begriff Unikat findet vor allem in der Bildenden Kunst und im Kunsthandwerk Anwendung. Allgemein sind alle von Menschen erstellten Werke einzigartig und betonen gegenüber einer Massenware die Besonderheit und den gesteigerten Wert. Unikat bezeichnet allerdings keine qualitative künstlerische Wertung eines Werkes. Eine Kinderzeichnung kann ebenso ein Unikat sein, wie das Werk eines bekannten oder unbekannten Künstlers. Manche Künstler verhindern bereits durch die Schaffensmethode eine Wiederholbarkeit des Werkes und machen es zwangsläufig zu einem Unikat, z. B. Arbeiten in Trance oder durch die Einbeziehung der Unberechenbarkeit in den Schaffensprozess. (s. a. Klecksographie)
Im Kunsthandwerk sind handgefertigte Werke, beispielsweise Goldschmiedearbeiten oder auch eine Modell- bzw. Einzelanfertigung im Modedesign ebenfalls Unikate. Auch die manuell ausgeführte Reproduktion eines Kunstwerks, z. B. eines Meisterwerks, ist ein Unikat.

### Fotografie
In der Fotografie wird die Bezeichnung für Aufnahmen verwendet, die, bedingt durch das Aufnahmeverfahren (siehe Polaroid), nicht vervielfältigt werden können.

### Produktion
In der Produktion ist ein Unikat ein eindeutig identifizierbares Teil (Seriennummer behaftet) zwecks Rückverfolgbarkeit (Traceability) des gesamten Produktionsprozesses und aller nachgelagerten Prozesse. In der Pharmazie dient diese Rückverfolgbarkeit der Fälschungssicherheit und macht jede Arzneimittelverpackung zu einem Unikat.

### Beispiele

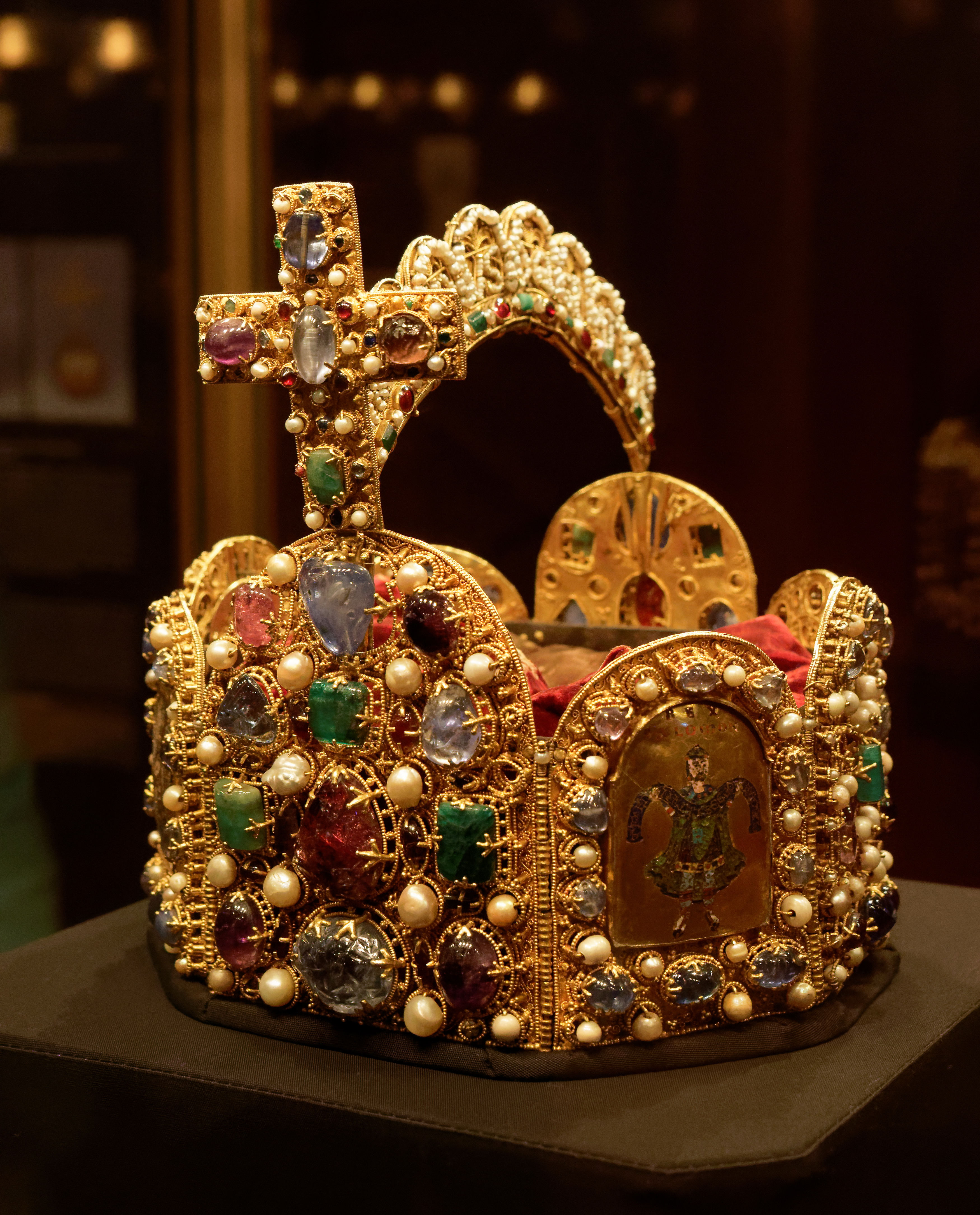
Unikat im Kunsthandwerk: Die Reichskrone in der Wiener Schatzkammer (Goldfiligran, Edelsteine, Email)
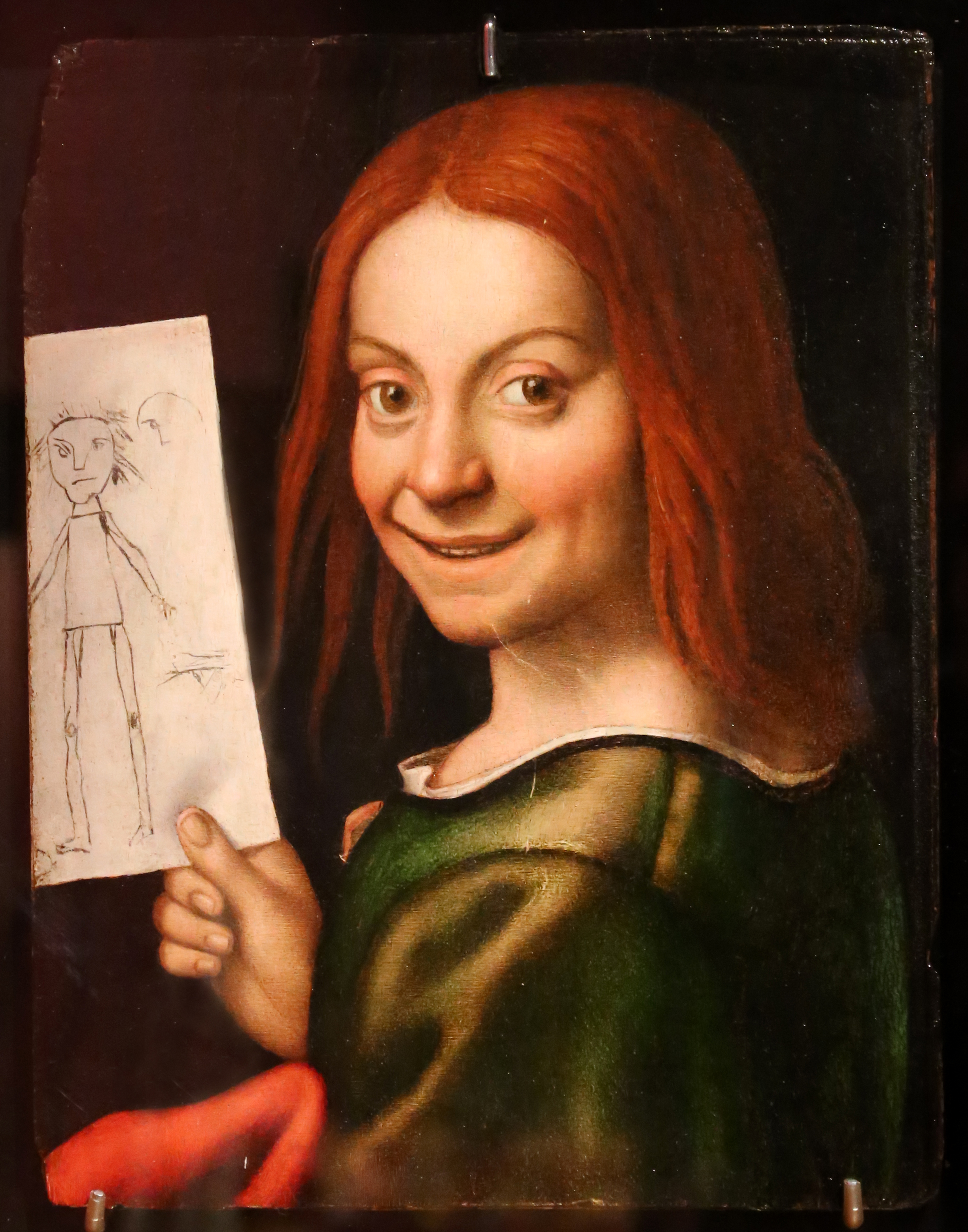
Unikat: Knabe mit Kritzelzeichnung von Giovanni Francesco Caroto, um 1520
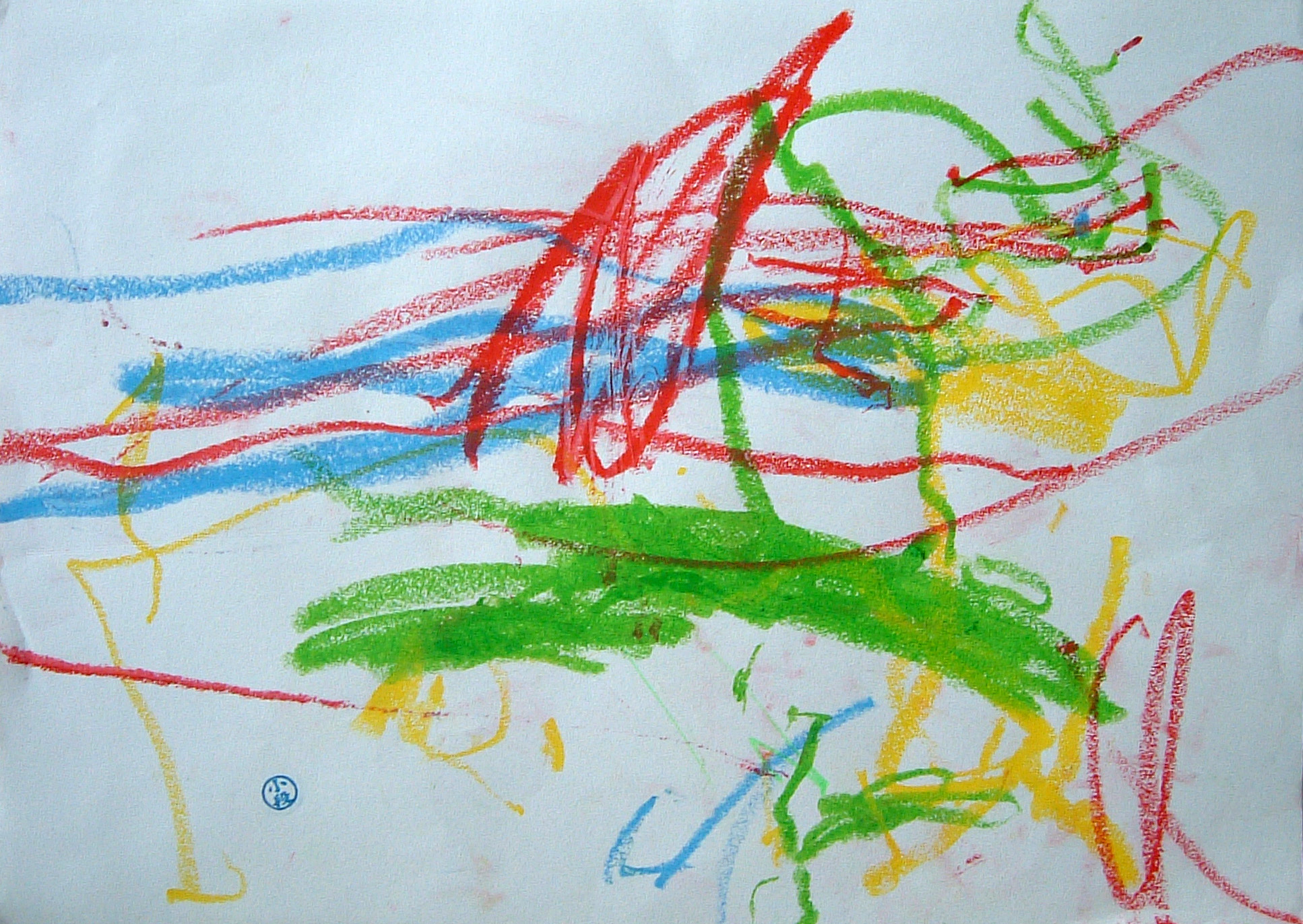
Unikat: Kritzelzeichnung eines 2-jährigen Kindes
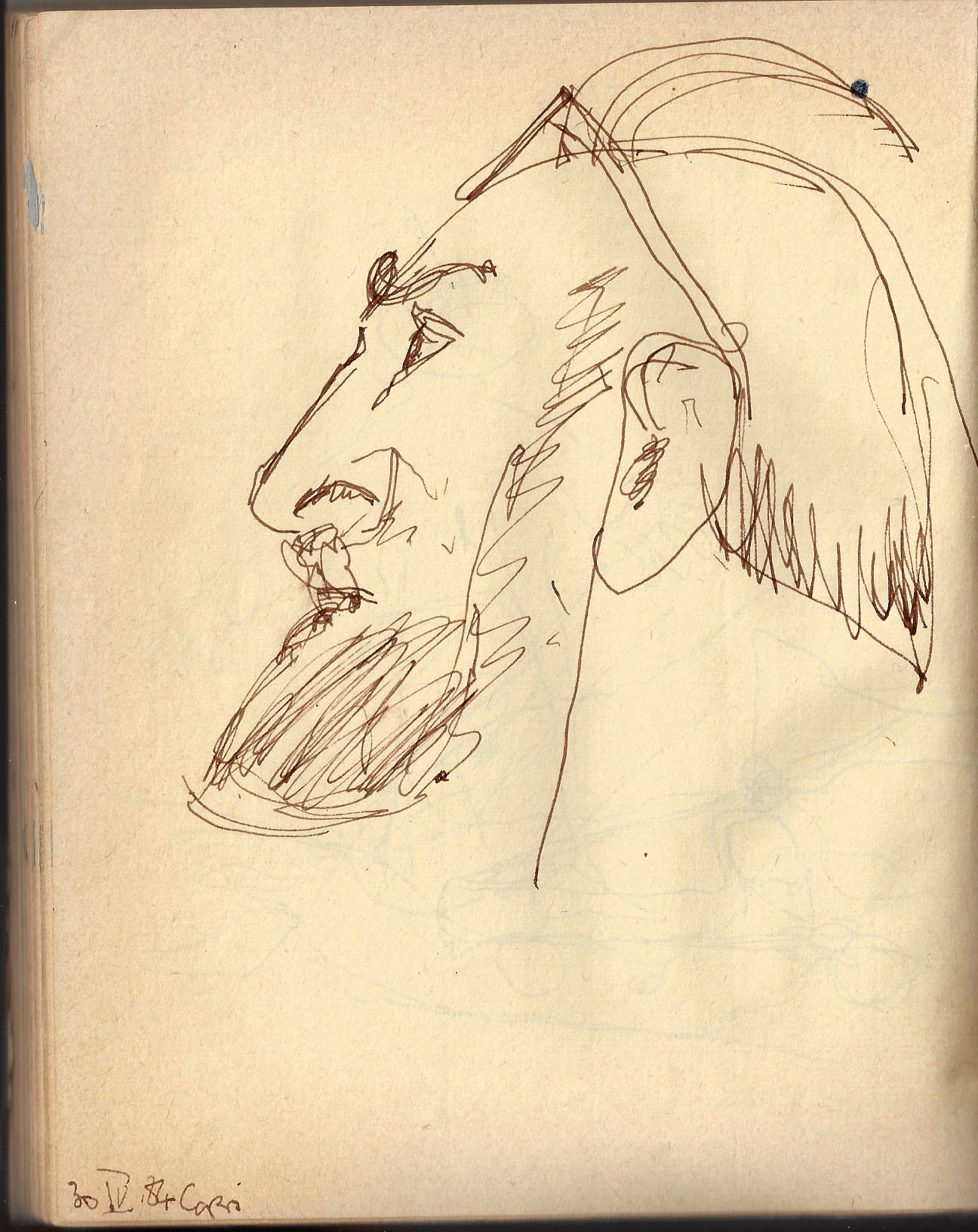
Unikat: 60 Sekunden Portraitzeichnung eines Studenten nach Hypnose
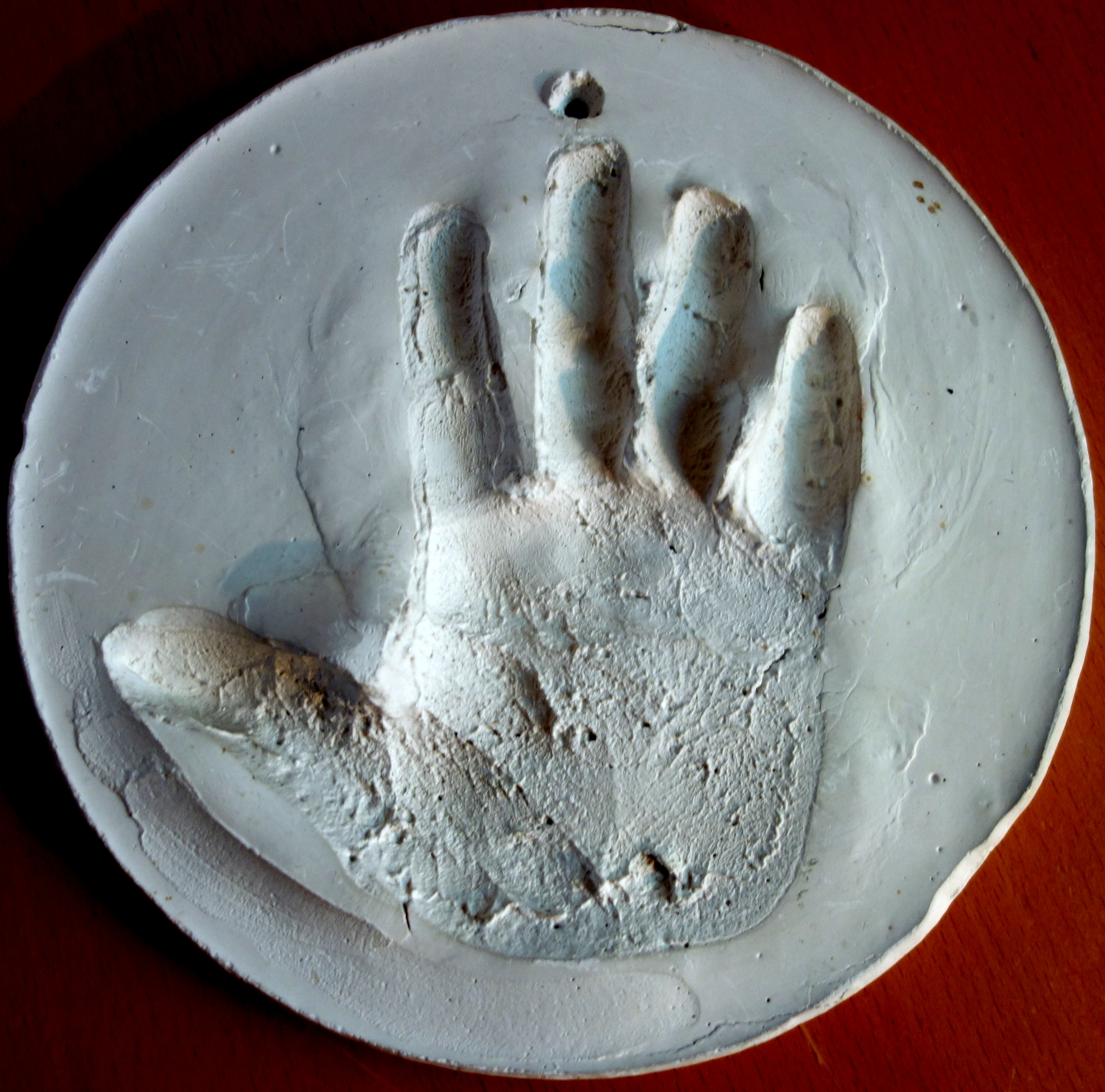
Unikat: Gipsabdruck einer Kinderhand